# 张衡宇

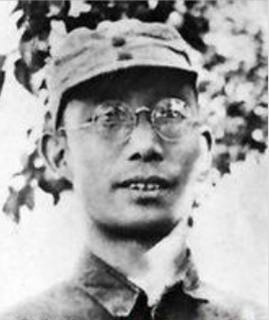
张衡宇烈士

张衡宇（1907年—1942年），山西忻县人，中共北方局政权部秘书长，1942年在太行抗日根据地反“扫荡”战斗中牺牲，2015年8月入选著名抗日英烈、英雄群体名录。